# بتهوون (فیلم)
بتهوون (انگلیسی: Beethoven) فیلمی به کارگردانی برایان لوانت است که در سال ۱۹۹۲ منتشر شد.

## بازیگران
- چارلز گرودین
- بونی هانت
- دین جونز
- اولیور پلات
- استنلی توچی
- نیکول تام
- کریستوفر کاستیل
- سارا رز کار
- دیوید دوکاونی
- پاتریشیا هیتون
- جوزف گوردون لویت
- ملورا والترز
- ریچارد پورتنو